# Holiday (romanzo)
Holiday è un romanzo di Stanley Middleton del 1974. Il romanzo è stato premiato con il Booker Prize a pari merito con Il conservatore di Nadine Gordimer.
Il romanzo ruota attorno a Edwin Fisher, un professore universitario che è in vacanza al mare. L'opera ha luogo interamente all'interno della mente di Fisher, e gran parte del libro è tratta della dolorosa realtà della vita e della mente di Fisher.